# Jilin
Jilin (chinesisch 吉林省, Pinyin Jílín Shěng – „Provinz Jilin“), deutsche Transkription der chinesischen Post Kirin, ist eine Provinz in der Mandschurei, dem Nordosten der Volksrepublik China. Außerdem gibt es eine gleichnamige Stadt in dieser Provinz, die östlich von Changchun liegt.

## Geographie
Jilin ist die mittlere der drei mandschurischen Nordostprovinzen. Die geographischen Besonderheiten Jilins werden in einem chinesischen Ausspruch mit yi shan san shui (chinesisch 一山三水, Pinyin yīshānsānshuǐ dt. ein Gebirge – drei Flüsse) umrissen. Mit dem Gebirge ist das Changbai-Gebirge im Südosten gemeint. Hier entspringen die Grenzsstöme Yalu (Amnok) und Tumen, sowie der nach Westen fließende Songhua Jiang. Im Westen der Provinz bestimmen semiaride Grassteppen mit überwiegend kargen Böden die Landschaft. Im Osten findet sich dagegen ein Tafelland mit ertragreicheren Böden, das weiter östlich in Hügelland übergeht. Die höchste Erhebung ist der 2691 m hohe Baitou Shan (koreanisch Paektusan) an der Grenze zu Nordkorea, der auch der höchste Berg in Nordostchina ist. Von der Gesamtfläche der Provinz machen Berge 36 %, Ebenen 30 %, Tafelland 28 % und Hügel die restlichen 6 % aus.

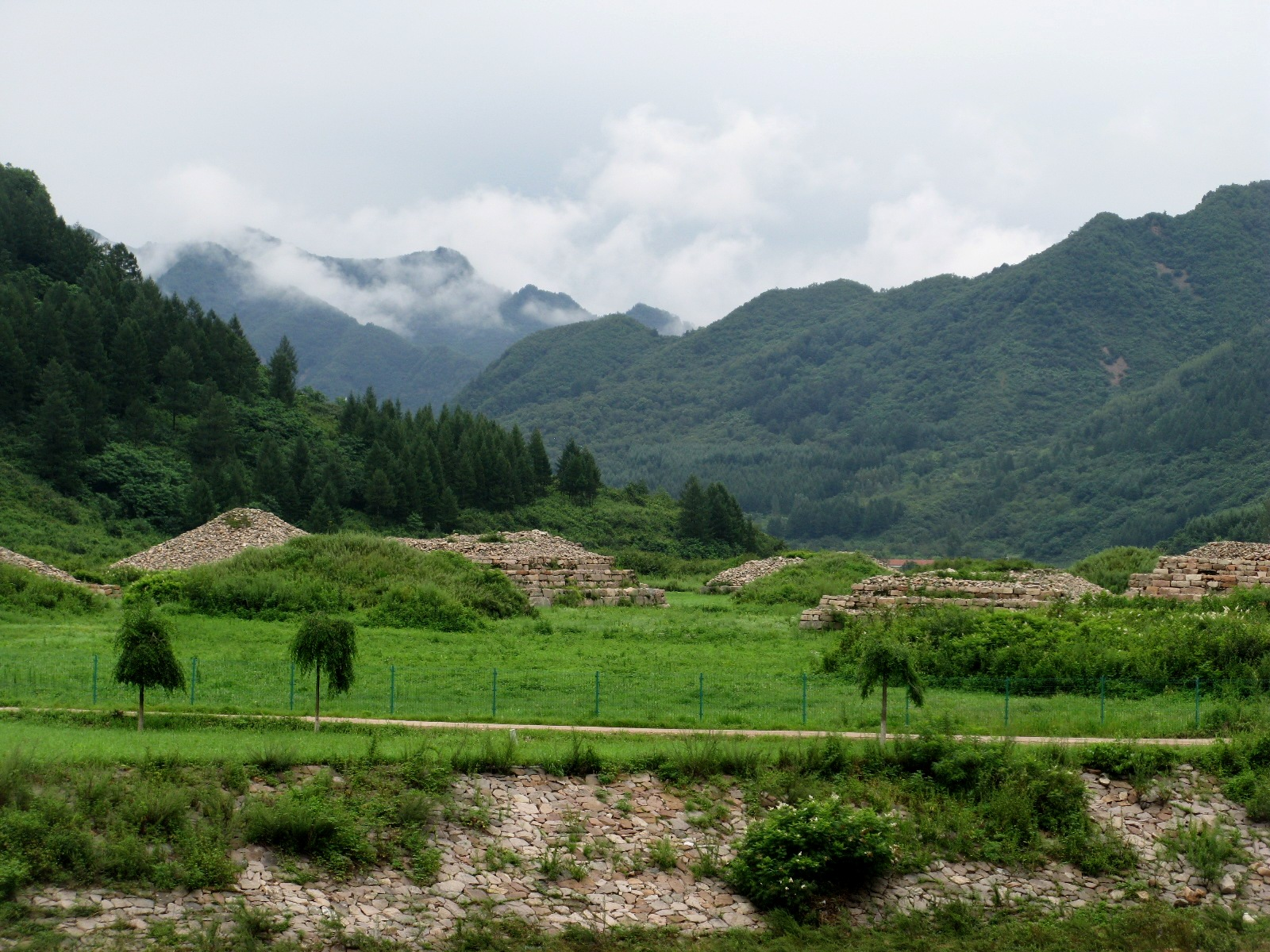
Berglandschaft im Osten Jilins

Die angrenzenden Provinzen sind Heilongjiang im Norden und Liaoning im Süden sowie die Autonome Region Innere Mongolei im Westen. Im Osten grenzt Jilin über eine Länge von 1206 km an Nordkorea und über 232,7 km an Russland. Jilin hat keinen Zugang zum Meer, jedoch ist die Ostspitze der Provinz nur etwa 15 Kilometer durch die zu Russland gehörende Posjet-Bucht vom Japanischen Meer getrennt.
In Jilin herrscht ein nördlich-kontinentales Klima, mit langen kalten Wintern und kurzen warmen Sommern. Es lassen sich vier Jahreszeiten unterscheiden. Der Frühling ist trocken und windig, der Sommer warm und regnerisch, der Herbst kühl und angenehm und der Winter lang und kalt. Von Südosten nach Nordwesten wandelt sich das Klima von feuchtem hin zu halbtrockenem Klima. Entsprechend der unterschiedlichen physischen Geographie der Provinz variieren die klimatischen Gegebenheiten erheblich. Die Durchschnittstemperaturen liegen bei −10 °C im Januar und etwa 23 °C im Juli. Etwa 100 bis 160 Tage im Jahr sind frostfrei. Der mittlere Jahresniederschlag beträgt 400 bis 1000 mm. Regen fällt vor allem in den Sommermonaten.

## Geschichte
Der Name Jilin leitet sich wahrscheinlich vom mandschurischen Girinula (ᡤᡳᡵᡳᠨ
ᡠᠯᠠ) mit der Bedeutung „am Ufer des Sungari“ ab. Daraus wurde das chinesische 吉林烏拉,  jílín wūlā und schließlich durch Weglassen zweier Schriftzeichen „Jilin“.
Die ältesten archäologischen Belege für menschliche Kultur im heutigen Jilin werden auf ein Alter von mindestens 10.000 Jahren datiert. An der Fundstätte Houtaomuga im Gebiet der Stadt Da’an fanden sich entsprechende Überreste neolithischer Keramik.

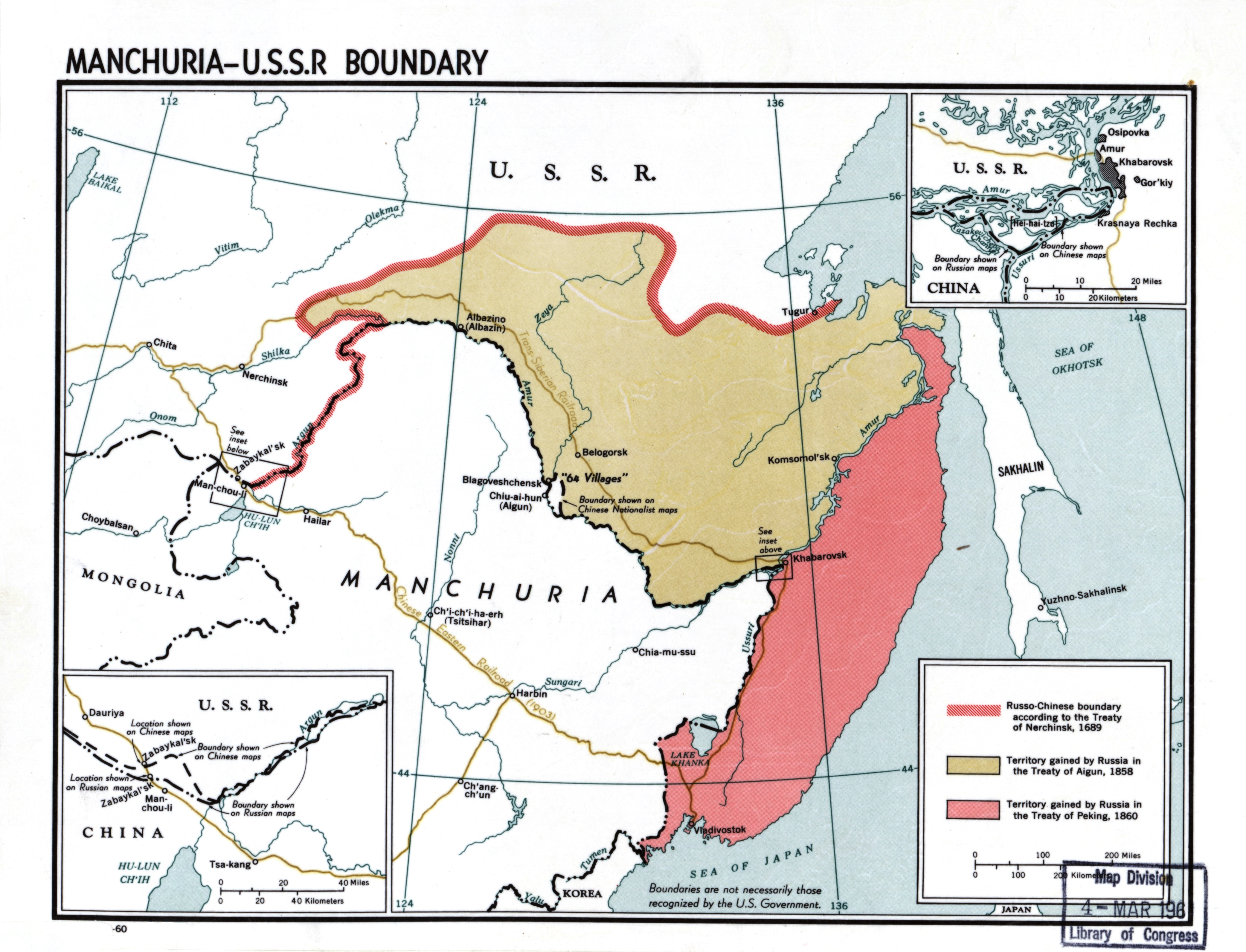
In den Verträgen von 1858 und 1860 an Russland abgetretene Gebiete

Während der Zeit der Shang- und der Zhou-Dynastien (ca. 1600 bis 256 v. Chr.) war die Region zu unterschiedlichen Zeiten von verschiedenen Völkern und Stämmen besiedelt – Sushen, Huimo (濊貊; korean. Yemaek, 예맥), Donghu (東胡), Xianbei (先卑), Mohe (靺鞨) und Wuji (勿吉). Ab etwa dem zweiten vorchristlichen bis zum fünften nachchristlichen Jahrhundert stand sie unter der Herrschaft oder Kontrolle des koreanischen Goguryeo-Reiches. Im Jahr 668 wurde das Goguryeo-Reich durch die vereinigten Streitmächte des koreanischen Silla-Reiches und der chinesischen Tang-Dynastie besiegt. Anschließend begründete Dae Joyeong das mandschurisch-koreanische Balhae-Reich. Ab etwa 915 bis 1125 wurde die Mandschurei durch die (proto-)mongolische Liao-Dynastie beherrscht. Es folgte die mandschurische Jurchen- oder Jin-Dynastie (1125–1234), die wiederum dem Druck der Mongolen im Norden und der Song-Dynastie im Süden weichen musste. Ab 1290 kontrollierte die mongolische Yuan-Dynastie die Mandschurei und ganz Nordchina. Während der Ming-Dynastie (1368–1644) stand die östliche Mandschurei größtenteils mehr nominell als tatsächlich unter der Kontrolle des chinesischen Kaiserreichs. Während der Mandschu- oder Qing-Herrschaft (1644–1911) wurde 1757 ein „Generalgouvernement Jilin“ (吉林將軍) eingerichtet. In den ungleichen Verträgen von Aigun 1858 und Peking 1860 verlor China große Teile der nördlichen Mandschurei an das russische Zarenreich und den Zugang zum Japanischen Meer. Ab etwa 1900 wanderten Han-Chinesen in größerer Zahl in die bis dahin überwiegend von Mandschu besiedelten Gebiete ein. Nach dem Russisch-Japanischen Krieg 1905 musste Russland die von ihm seit 1900 besetzte Mandschurei räumen. Im Jahr 1907, kurz vor dem Ende der Qing-Dynastie, erhielt Jilin offiziell den Status einer Provinz.
Nach dem von Japan inszenierten Mukden-Zwischenfall besetzten die Japaner die Mandschurei. 1932 wurde die Provinz Jilin der japanischen Marionettenregierung von Mandschukuo zugeschlagen. Im Zweiten Weltkrieg hatte die Kaiserlich Japanische Armee Truppen in Jilin. Die Einheit 731, eine geheime Einrichtung der Kwantung-Armee, hatte hier ihren Sitz. Sie nahm hier Experimente an lebenden Menschen vor und tötete auf diese Weise mehrere Tausend Menschen. Bei Kriegsende 1945 wurden bei der Zerstörung der Produktionsstätten durch die japanische Armee mit Pest infizierte Ratten freigelassen, die in der Provinz und auch in Heilongjiang eine Epidemie mit über 20.000 Todesopfern auslösten.
Gegen Ende des Zweiten Weltkrieges wurde die Provinz durch die Rote Armee im Rahmen der sowjetischen Invasion der Mandschurei erobert. Die Sowjets plünderten und demontierten Industrieanlagen, um sie in die Sowjetunion zu verbringen. Vom März 1946 bis zum 3. Mai 1946 zog sich die Rote Armee wieder aus der Mandschurei zurück und übergab große Mengen an zurückgelassener japanischer Munition an die chinesischen kommunistischen Kämpfer. Die KPCh besiegte die nationalchinesischen Truppen in der Mandschurei, allerdings unter enormen Kosten an Menschenleben. Bei der kommunistischen Belagerung der Stadt Changchun verhungerten geschätzt etwa 160.000 Zivilisten, bis die nationalchinesischen Truppen am 16. Oktober 1948 in Changchun kapitulierten.
Nach der Gründung der Volksrepublik China wurde die Provinz Jilin 1954 durch Angliederung angrenzender Gebiete vergrößert. Es wurden sieben Kreise, die bisher zur Provinz Heilongjiang gehörten (der spätere Bezirk Baicheng und der Kreis Qian’an), angegliedert. Außerdem kamen eine Stadt und neun Kreise, die zuvor zur Provinz Liaodong gehört hatten, zu Jilin (der spätere Bezirk Tonghua), ebenso wie die Stadt Liaoyuan sowie die Kreise Xi’an und Dongfeng. Von der Provinz Liaoxi erhielt Jilin die Stadt Siping, sowie die Kreise Shuangliao und Lishu. 1956 wurde die Provinzhauptstadt von der Stadt Jilin nach Changchun verlegt. 1969 wurden ein Kreis und je ein Banner der früheren Jirem-Liga und der Hulun-Buir-Liga von der Inneren Mongolei an Jilin angegliedert. Dies wurde 1979 wieder rückgängig gemacht. Seitdem blieben die Provinzgrenzen unverändert.

## Verwaltungsgliederung
Administrativ ist Jilin auf Bezirksebene in eine provinzunmittelbare Stadt, sieben bezirksfreie Städte und einen autonomen Bezirk untergliedert (Stand: Zensus 2020). Auf Kreisebene gab es im Jahr 2020 insgesamt 60 Verwaltungseinheiten: 21 Stadtbezirke, 20 kreisfreie Städte, 16 Kreise und drei autonome Kreise. Auf Gemeindeebene gab es im selben Jahr 951 Verwaltungseinheiten: 344 Straßenviertel, 426 Großgemeinden, 153 Gemeinden, 28 Nationalitätengemeinden.
| Verwaltungs- einheit          | Chin.            | Hanyu Pinyin                 | Verwaltungs- zentrum | Fläche (km²) | Einwohner (2020) |
| ----------------------------- | ---------------- | ---------------------------- | -------------------- | ------------ | ---------------- |
| Jilin                         | 吉林省           | Jílín Shěng                  | Changchun            | 191.202,36   | 24.073.453       |
| — Provinzunmittelbare Stadt — |                  |                              |                      |              |                  |
| Changchun                     | 长春市           | Chángchūn Shì                | Nanguan              | 24.734,13    | 9.066.906        |
| — Bezirksfreie Städte —       |                  |                              |                      |              |                  |
| Jilin                         | 吉林市           | Jílín Shì                    | Chuanying            | 27.711,41    | 3.623.713        |
| Siping                        | 四平市           | Sìpíng Shì                   | Tiexi                | 10.241,73    | 1.814.733        |
| Liaoyuan                      | 辽源市           | Liáoyuán Shì                 | Longshan             | 5.140,45     | 996.903          |
| Tonghua                       | 通化市           | Tōnghuà Shì                  | Dongchang            | 15.611,54    | 1.812.114        |
| Baishan                       | 白山市           | Báishān Shì                  | Hunjiang             | 17.505,26    | 951.866          |
| Songyuan                      | 松原市           | Sōngyuán Shì                 | Ningjiang            | 21.169,77    | 2.252.994        |
| Baicheng                      | 白城市           | Báichéng Shì                 | Taobei               | 25.758,73    | 1.551.378        |
| — Autonomer Bezirk —          |                  |                              |                      |              |                  |
| Yanbian                       | 延边朝鲜族自治州 | Yánbiān Cháoxiǎnzú Zìzhìzhōu | Yanji                | 43.329,34    | 1.941.700        |

## Bevölkerung
| Jahr | Einwohnerzahl |
| ---- | ------------- |
| 1954 | 11.290.073    |
| 1964 | 15.668.663    |
| 1982 | 22.560.053    |
| 1990 | 24.658.721    |
| 2000 | 26.802.191    |
| 2010 | 27.452.815    |
| 2020 | 24.073.453    |

Nach der Volkszählung 2020 hatten in der Provinz 24.073.453 Personen ihren ständigen Wohnsitz. Dies entsprach im Vergleich zur vorangegangenen Volkszählung 2010 einem Rückgang der Einwohnerschaft um 3.379.362 Personen (−12,31 %). Die Gründe für diesen deutlichen Rückgang sind am ehesten in der verschlechterten wirtschaftlichen Lage der Provinz zu suchen, so dass viele Personen im Arbeitsalter in wirtschaftlich besser prosperierende Provinzen abwanderten. Diese Annahme wird durch die Tatsache gestützt, dass die Hukou-Bevölkerung (die offiziell in der Provinz gemeldete Bevölkerung) um etwa zwei Millionen Personen höher lag, als die tatsächlich dauerhaft ortsansässige Bevölkerung (letztere wird beim Zensus erfasst). Etwa zwei Millionen Personen aus der Provinz lebten und arbeiteten also größtenteils oder dauerhaft außerhalb der Provinz.
Im Jahr 2020 waren 91,33 % der Bevölkerung (21.985.839 Personen) Han-Chinesen und 8,67 % (2.087.614 Personen) gehörten ethnischen Minderheiten an.
Die Provinz Jilin war die erste chinesische Provinz, in der Frauen eine künstliche Befruchtung erlaubt wurde.

### Größte Städte
Die zehn größten Städte der Provinz mit Einwohnerzahlen der eigentlichen städtischen Siedlung auf dem Stand der Volkszählung 2020 sind die folgenden:
| Rang | Stadt     | Einwohnerzahl | Rang | Stadt       | Einwohnerzahl |
| 1    | Changchun | 4.557.356     | 6    | Tonghua     | 408.403       |
| 2    | Jilin     | 1.509.292     | 7    | Liaoyuan    | 407.296       |
| 3    | Yanji     | 630.612       | 8    | Baishan     | 391.234       |
| 4    | Songyuan  | 551.749       | 9    | Gongzhuling | 384.715       |
| 5    | Siping    | 485.710       | 10   | Baicheng    | 372.519       |

## Wirtschaft
Jilin ist ein bedeutendes landwirtschaftliches Gebiet. Etwa 7,03 Millionen ha (70.300 km², etwa 37 % der Landfläche) gelten als landwirtschaftlich nutzbar, was die Provinz landesweit auf den neunten Rang positioniert. Etwa 832.000 ha sind fruchtbare Schwarzerdeböden. Auf diesen Böden wird mehr als die Hälfte der Getreideernte der Provinz eingefahren. Ungefähr 43,8 % der der Fläche sind von Wald bedeckt und die Forstwirtschaft spielt dementsprechend eine wichtige Rolle. Die Provinz ist ein Zentrum des Ginseng-Anbaus.
Jilin ist reich an Bodenschätzen. Hier fanden sich Vorkommen an Ölschiefer, Molybdän, Nickel, Magnesium, Wollastonit, Kieselgur, Bentonit, Vulkanschlacke und Blähton. Jilin ist ein Zentrum der Schwerindustrie. Die abbauwürdigen Kohlevorkommen wurden im Jahr 2015 auf 800 Millionen Tonnen geschätzt, was bei einer jährlichen Förderkapazität der damals 209 Kohlebergwerke 54,16 Mio. t noch für maximal 20 Jahre reichen würde. Zusätzlich gibt es noch große Erdgas-Reserven, die auf mindestens 151,8 Milliarden m³ geschätzt wurden. Seit Jahren gibt es Bemühungen, die erneuerbaren Energien, insbesondere die Windkraft auszubauen.

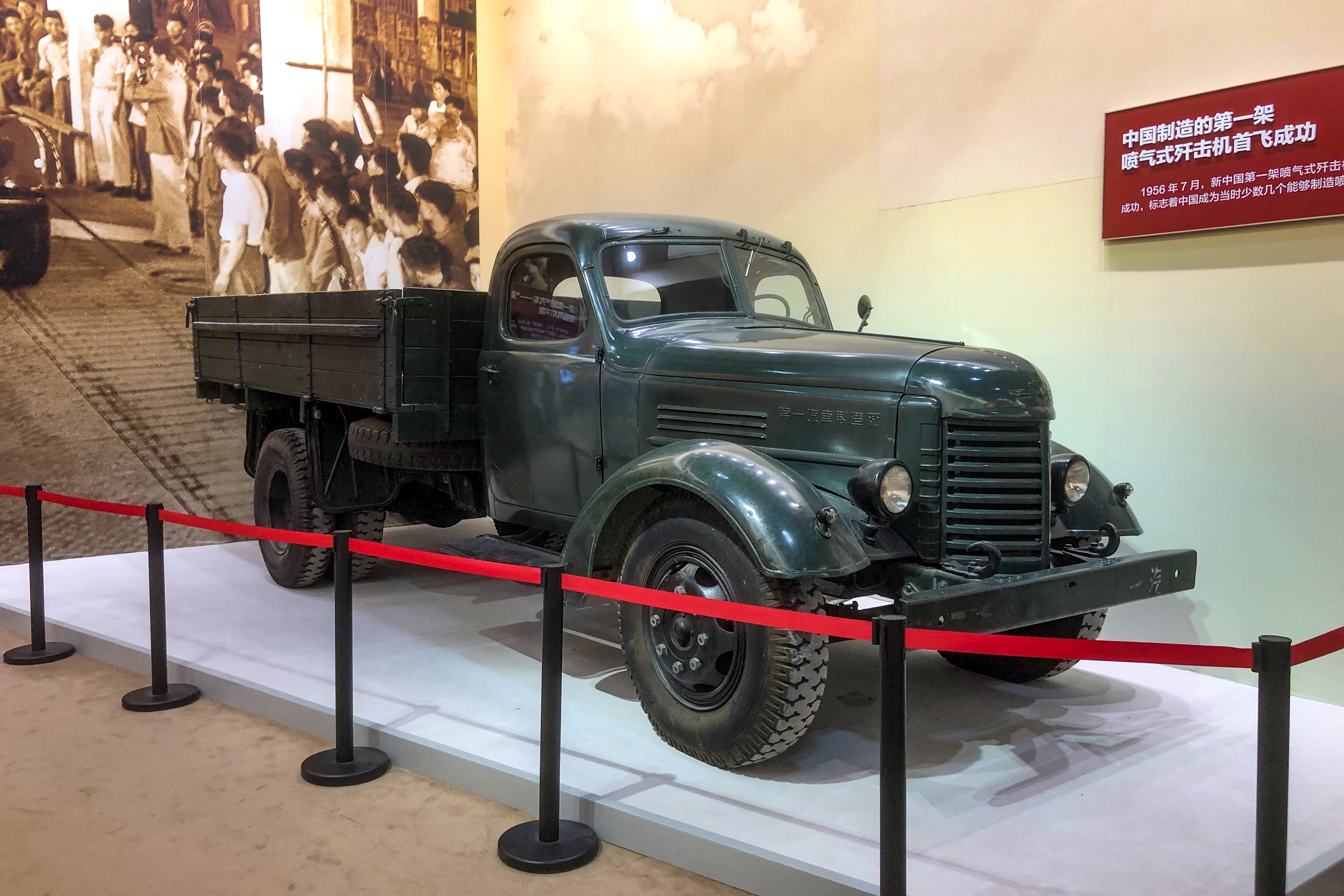
Jiefang CA10, Baujahr 1956, hergestellt im Automobilwerk Changchun

Die drei Nordostprovinzen gehörten in den Anfangsjahrzehnten der Volksrepublik zu den wirtschaftlich am weitesten entwickelten Provinzen. Zum Teil mit sowjetischer Unterstützung wurde hier eine Stahl- und Schwerindustrie aufgebaut. Weitere große Staatsbetriebe, beispielsweise der Textilindustrie, chemischen Industrie etc. kamen hinzu. Mit dem Fortschreiten der marktwirtschaftlichen Reformen ab den 1980er Jahren gerieten viele Staatsbetriebe aufgrund von Unrentabilität in die Krise. Das Wirtschaftswachstum der ganzen Nordostregion fiel deutlich gegenüber dem Wirtschaftswachstum der prosperierenden Küstenregionen zurück. Die Schwerindustrie geriet in eine Dauerkrise. Das Pro-Kopf-Einkommen der Provinz befindet sich im unteren Drittel der Provinzen Chinas.
In der Provinzhauptstadt Changchun wurde in den 1950er Jahren mit Hilfe der Sowjetunion das Erste Automobilwerk gebaut, das über dreißig Jahre lang den Lastwagentyp Jiefang (= Befreiung) mit 95 PS produzierte, ohne dass irgendeine Änderung vorgenommen wurde. Den ersten Modellwechsel gab es im Jahr 1987, der Viertonner wurde zum Fünftonner mit stärkerem Motor aufgerüstet. Der Bedeutung dieses Werkes tragen auch westliche Konzerne Rechnung: Volkswagen ließ hier den Golf IV sowie den Jetta zusammenbauen, für Daimler-Chrysler wurden verschiedene Mercedes-Modelle montiert.
Seit 1958 wurde hier auch der klassische Funktionärswagen „Rote Fahne“ (Hongqi) gebaut.

## Tourismus

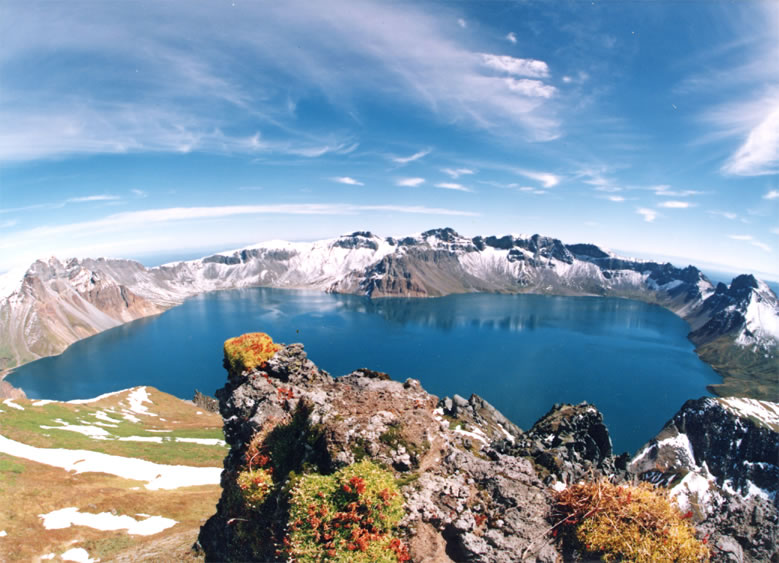
Der Himmelssee auf dem Baitoushan

Das 220.000 Hektar große Naturschutzgebiet des Changbai-Gebirges, das größte Schutzgebiet Chinas, erstreckt sich 250 Kilometer an der Grenze zu Korea. Es wurde in das internationale Naturschutzprogramm der UNESCO aufgenommen. Die Felsen des Changbai schimmern weiß, wovon sich der Name ableitet (immer weiß). Einer der Gipfel ist der 2.155 Meter hohe Baitoushan Weißkopf-Berg, ein erloschener Vulkan. Auf dessen Spitze breitet sich der bekannte, 9,2 km² große Himmelssee aus, ein über 300 Meter tiefer Krater, der bei einem Vulkanausbruch im Jahr 1702 entstand und sich mit Wasser füllte.